# Johann Christian Felix Bähr
Johann Christian Felix Bähr (Darmstadt, 13 de junho de 1798 – Heidelberg, 29 de novembro de 1872) foi um filólogo clássico alemão e diretor da Biblioteca da Universidade de Heidelberg.

## Biografia
Bähr nasceu em Darmstadt, estudou no Ginásio e na Universidade de Heidelberg, onde foi nomeado professor de Filologia clássica em 1823, chefe bibliotecário em 1832, e com a aposentadoria de Georg Friedrich Creuzer tornou-se diretor do seminário filológico. Morreu em Heidelberg.
Suas primeiras obras foram edições de Alcibíades de Plutarco (1822), Filopemen, Flamínino, Pirro (1826), os fragmentos de Ctésias (1824) e Heródoto (1830-1835, 1855-1862). Mas os mais importantes foram seus trabalhos sobre literatura romana e estudos humanísticos da Idade Média: Geschichte der römischen Litteratur ("História da Literatura romana", 1828; 4ª edição, 1868-1870.), e os volumes complementares, Die christlichen Dichter und Geschichtschreiber Roms ("Os poetas cristãos e historiadores de Roma", 2ª edição, 1872), Die christlich-römische Theologie ("A Teologia cristã-romana", 1837), e Geschichte der römischen Litteratur im karolingischen Zeitalter ("História da Literatura romana no período carolíngio", 1840).